# Joachim Wolff (Politiker)
Joachim Wolff (* 6. August 1918 in Landsberg (Warthe); † 12. November 1977 in Berlin) war ein deutscher Jurist und Politiker (CDU).
Wolff war von 1937 bis 1945 im Reichsarbeits- und Kriegsdienst. Nach Ende des Zweiten Weltkriegs war er ab 1946 im CDU-Landesverband in Berlin tätig. Von 1951 bis 1959 war er im Bezirksstadtrat für Volksbildung und von 1955 bis 1959 zudem Bezirksbürgermeister im Bezirk Schöneberg. Er war von 1959 bis 1963 unter dem Regierenden Bürgermeister Willy Brandt Senator für Finanzen des Landes Berlin. Nach der Wahlniederlage der CDU vom 17. Februar 1963 wurde er aus dem Amt des Senators entlassen. Von 1963 bis 1971 war Wolff Mitglied des Berliner Abgeordnetenhauses. Von 1965 bis 1968 war er noch Verwaltungsdirektor des Deutschen Instituts für Entwicklungspolitik.